# Privremena autonomna zona
Teorijski koncept privremenih autonomnih zona (engl. Temporary Autonomous Zones, skraćeno TAZ) je formulisao Hakim Bej u svojoj poznatoj knjizi "TAZ: Privremena autonomna zona, ontološka anarhija, poetski terorizam". Koncept TAZ je zasnovan na piratskim utopijama, a snažno je uticao na savremeni skvoterski pokret i pokret ilegalnih žurki početkom 1990-ih godina.
Njegov glavni motiv za uspostavljanje privremenih autonomnih zona je pretpostavljena nemogućnost uspostavljanja trajnih autonomnih zona (tj. potpuno slobodnog društva) zbog sledećih razloga. Prvo, jer ne želi čekati utopiju koja bi mogla biti ostvarena tek u dalekoj budućnosti: “reći da nećemo biti slobodni dok svi nisu slobodni znači ... unapred se odrediti kao gubitnik”. Drugi razlog je njegovo nepoverenje u Revoluciju (sa velikim R) pošto ni jednom dosadašnjom revolucijom nije uspostavljeno slobodno društvo: “Ova vizija zaživi samo u trenutku pobune, ali čim revolucija pobedi i država se vrati, san i ideal su već napušteni.” On se zato okreće pobuni (insurekciji) koja je ujedno i sredstvo i cilj - živeti što slobodnije – i tako ukida protivrečnost između dalekog cilja i zaobilaznih puteva za njegovo ostvarenje, karakterističnu za utopije 19. i prve polovine 20. veka. Za razliku od Revolucije koja teži trajnom stanju, pobuna je privremena i predstavlja vrhunac iskustva izvan standarda svakodnevne svesti, pa “takvi intenzivni momenti daju oblik i značenje životu kao celini”. Kao nama blizak primer ove tvrdnje, možemo navesti studentske demonstracije 1996/1997 koje su poprimile formu tromesečnog uličnog karnevala. Treći i poslednji Bejev razlog su trenutne istorijske okolnosti u kojima bi svaki direktan sukob sa državom bio poguban: “Apsolutno ništa, osim beskorisnog mučeništva, ne može proisteći iz takvog direktnog sudara”. 

## Karakteristike TAZ:
- privremenost tj. činjenica da se ne insistira na trajnosti po svaku cenu. Hakim Bej kaže: “TAZ je kao ustanak koji ne udara direktno na državu, gerilska operacija koja oslobađa područje (zemlje, vremena, mašte) a zatim se raspršuje kako bi se ponovo uspostavio drugde pre nego što ga država uspe razbiti”.

- relativna nevidljivost. Pošto je moderna država, smatra Bej, zainteresovana prvenstveno za simulaciju, a tek potom za suštinu, mnogi su TAZ-ovi opstali prilično dugo vremena jednostavno zato što nisu pobudili pažnju spektakla, što ih nije bilo moguće definisati u njegovim terminima: “Možda su neki mali TAZ-ovi potrajali i ceo životni vek svojih učesnika jer su prošli nezapaženi, jer se nikad nisu susreli sa agentima spektakla, nikada se nisu pojavili izvan sveta stvarnog života, nevidljivog agentima simulacije”. Bej preporučuje da se TAZ uzdrži od nasilja, jer njegova najveća snaga leži u nevidljivosti: “u većini slučajeva najbolja i najradikalnija taktika je odbiti ukljuičti se u nasilje spektakla, povući se iz prostora simulacije, nestati”.

- mrežna struktura. Bej definiše mrežu kao “totalitet svih informacija i komunikacijskog protoka”. Neki od tih protoka su ograničeni na razne elite, što mreži daje hijerarhijski aspekt, pa se unutar mreže razvijaju i kontra-mreže, koje Bej još naziva i “web” tj. “niti” (za razliku od “network” mreže), koje funkcionišu na otvorenim, horizontalnim principima i koje se povremeno koriste za ilegalne, pobunjeničke, aktivnosti. Pod mrežom se ne misli samo na internet, već i na informacije koje se prenose usmeno (od usta do usta), pismeno (leci, fanzini), itd. Obzirom da TAZ-ovi neprestano nestaju i opet se javljaju na drugom mestu, mreže informacija su od presudnog značaja za njihov kontinuitet.

- odbacivanje nuklearne porodice. Nasuprot porodici koja je zatvorena genetikom, obeležena muškarčevim posedovanjem žene i hijerarhijom, Bej se zalaže za paleolitsku hordu koja se u ovom slučaju konstituiše kao grupa afiniteta. Bej ovde nalazi inspiraciju u kineskom Tongu, unutar kog učestvuju ljudi zajedničkih interesa na principima uzajamne pomoći. Bej preporučuje Tong kao koncept za sve marginalizovane grupa, posebno one koje “radosno uključuju ilegalnost (uživaoci marihuane, seksualni jeretici, pobunjenici) ili radikalnu neobičnost (nudisti, pagani, postavangardni umetnici)”.

- muzika kao organizacioni princip, tj. festivalski duh. TAZ je pre svega festival (žurka, svirka, svetkovina) koji muzikom slavi radost života naspram mrtvila i sivila birokratije i njenih statuta i zakona.

Što se tiče trajanja i prostorne veličine TAZ-a, tu ne postoje nikakva striktna ograničenja. Veličina TAZ-a nije bitna već spontanost i neposredni međuljudski odnosi.

## Spoljašnje veze
- Hakim Bej: Privremene autonomne zone Архивирано на веб-сајту  (10. март 2007) (na srpskom)